# Agnès Sorel
Agnès Sorel (1421 – 9. února 1450), známá také pod přezdívkou Dame de beauté (krásná dáma), byla milenka francouzského krále Karla VII.

## Život na královském dvoře
Agnès, dcera vojáka Jeana Soreaua a Catherine de Maignelais, bylo dvacet let, když byla poprvé představena králi Karlovi. V té době byla součástí domácnosti Reného I. Neapolského, Karlova švagra. Jak je zachycena v tehdejším umění, Agnès se jeví jako neobyčejně půvabná a také inteligentní mladá žena. Francouzský král byl uchvácen jejím šarmem a udělal z ní svou milenku - dokonce jí daroval Château de Loches (kde ho Johanka z Arku přesvědčila, aby se nechal korunovat francouzským králem) jako soukromé sídlo.

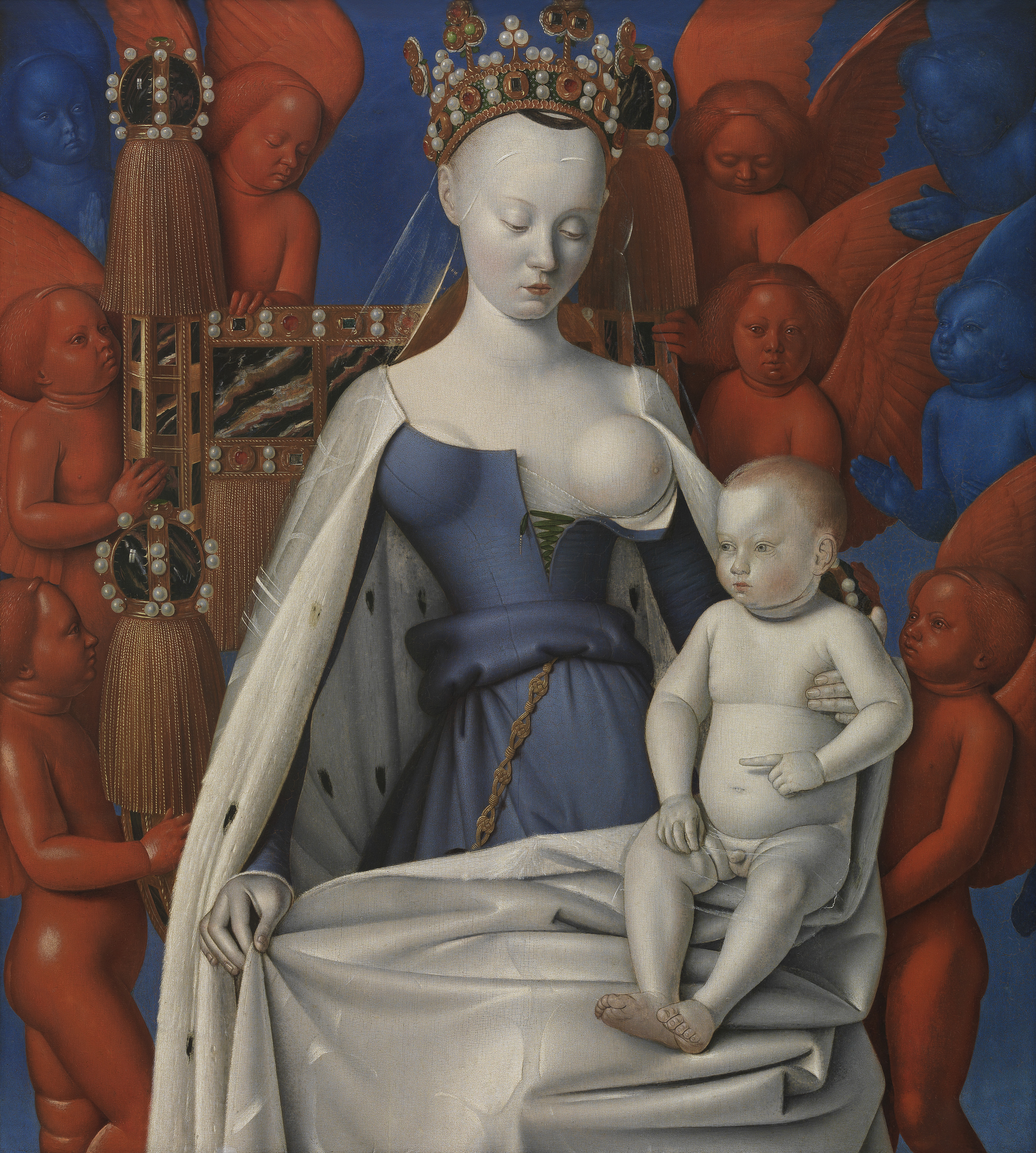
Agnès Sorelová pózovala pro obraz Panna a dítě obklopeni anděly, malířem byl Jean Fouquet (asi 1450)

Brzy nechala Agnès pocítit svou přítomnost na královském dvoře v Chinonu, kde snad její společnost vyvedla Karla z vleklé deprese. Na krále měla silný vliv a to, stejně jako její extravagance, jí na dvoře získalo mnoho mocných nepřátel.

## Úmrtí
Agnès porodila králi tři dcery: Marii, Charlotte a Jeanne. Čekala jejich čtvrté dítě, když cestovala uprostřed zimy ze zámku Chinon za Karlem, aby mu poskytla morální podporu v jeho tažení roku 1450 v Jumièges. Náhle ale onemocněla a zemřela 9. února ve věku 28 let. Původně se mělo za to, že příčinou její smrti byla úplavice, ale dnes se vědci téměř zcela shodují na tom, že Agnès byla otrávena rtutí, tedy že byla zavražděna.
Karlův syn, budoucí Ludvík XI., se už čtvrtým rokem otevřeně bouřil proti svému otci. Spekulovalo se o tom, že právě on nechal Agnès otrávit, aby se zbavil osoby, jejíž vliv na krále považoval za nepatřičný. Dalším možným podezřelým by mohl být francouzský finančník, šlechtic a ministr Jacques Coeur, ale tato teorie je většinou vyvracena s tím, že tehdejší pověsti o jeho účasti na vraždě byly pokusem odstavit Coeura ode dvora.
V roce 2005 francouzský vědec Philippe Charlier zkoumal její pozůstatky a potvrdil, že příčinou smrti byla otrava rtutí, ale nevyjádřil se k tomu, jestli se jednalo o vraždu, či ne. Rtuť byla někdy používána v kosmetických přípravcích, takže i to mohlo způsobit smrt Agnès Sorel.
Její sestřenice Antoinette de Maignelais zaujala po její smrti místo královy milenky.